# مؤسسه جهانی درد
مؤسسه جهانی درد (به انگلیسی: World Institute of Pain)(WIP) در ۱۹۹۳ توسط فولچاند پریتوی راج(Phulchand Prithvi Raj)، سردار اردین، ریکاردو روییز لوپز و گابور بی. راچ Gabor B. Racz که هر سه اعضای مادام‌العمر این مؤسسه هستند تأسیس شد. اولین همایش در ۱۹۹۴ در لس آنجلس، کالیفرنیا برگزار شد. WIP سازمانی است با عضویت بین‌المللی که به منظور آموزش و تربیت اعضایش در مراکز مرتبط، به برگزاری سمپوزیوم‌ها، کارگاه‌ها و کنگره‌هایی متمرکز بر روش‌های مدیریت درد در سطح جهانی می‌پردازد.

## گواهینامه FIPP
در ۲۰۰۱، WIP امتحانات بورد طب مداخله‌ای درد (FIPP) را به عنوان نوعی گواهینامهٔ پزشکی آغاز کرد. این امتحان شامل قسمت نظری و عملی است.برای پزشکان درد جهت دریافت مدرک FIPP شرایطی لازم است؛ از جمله داشتن بورد تخصصی پزشکی آمریکا (ABMS) یا معادل آن، مدرک تخصصی بورد در بیهوشی/ مدیریت درد، یا مدرک انجمن پزشکی درد آمریکا، به علاوهٔ تجربه بالینی.
تا پایان ۲۰۱۸، ۱٬۱۲۵ پزشک درد در سراسر جهان وجود دارند که FIPP را دریافت نموده‌اند.

## گواهینامه CIP
گواهینامهٔ سونوگرافی طب مداخله ای (CIP) که توسط مؤسسهٔ جهانی درد (WIP) برای پزشکان درد در سراسر جهان می‌شود تا مشخص شود که این پزشکان در استفاده از سونوگرافی برای روش‌های مداخله‌ای درد مهارت دارند. CIP پس از موفقیت در آزمون CIP که توسط WIP اعطا می‌شود. از اواخر سال ۲۰۱۸، ۱۱۳ پزشک درد وجود دارد که گواهینامهٔ CIP را دریافت کرده‌اند.

## انتشارات
مجلهٔ علمی رسمی این مؤسسه Pain Practice است که در سال ۲۰۰۱ برای اولین بار منتشر شد. این مجله اطلاعات مربوط به مدیریت درد را منتشر می‌کند. در ۲۰۱۵، این مجله از ضریب تأثیر ۲/۳۶۱ برخوردار بود و در گروه " بیهوشی " رده سیزدهم و در گروه " عصب‌شناسی بالینی " رتبهٔ ۹۳ از ۱۹۲ را به خود اختصاص داد.
علاوه بر آن مجله، این مؤسسه مجلهٔ سه‌ماهه‌ای نیز به نام Pain Pathways برای بیماران و مراقبان آنها، و همچنین خبرنامهٔ مؤسسهٔ جهانی درد را منتشر می‌کند.

## کنگره‌های جهانی WIP
اولین کنگره جهانی WIP در سال ۱۹۹۸ در ایلات اسرائیل برگزار شد و به ریاست دیوید نیو استاد دانشکدهٔ پزشکی در دانشگاه تل آویو برگزار شد. سایر کنگره‌های جهانی در سال‌های ۲۰۰۴، ۲۰۰۷، ۲۰۰۹، ۲۰۱۲ و ۲۰۱۴ به ترتیب در ترکیه، اسپانیا، مجارستان و دو بار در ایالات متحده و هلند برگزار شد. کنگرهٔ هشتم در تاریخ ۲۳ تا ۲۰ مه ۲۰۱۶ در نیویورک برگزار شد. کنگرهٔ جهانی علاوه بر فعالیت‌های اجتماعی و سخنرانی و نمایشگاه‌های مرسوم در چنین رویدادهایی، فعالیت‌های آموزشی مفیدی را نیز با استفاده از جسد انسان ارائه می‌دهد. به تقریب ۲۵۰۰ تا ۲۰۰۰ پزشک در این کنگره‌ها شرکت کردند.

## جایزهٔ شایستگی در طبابت درد
WIP در ۲۰۱۰ جایزهٔ «شایستگی در طبابت درد» را برای «بالا بردن استانداردهای پزشکی درد در سراسر جهان» برقرار کرد. این جایزه به سازمان‌ها و مراکز بهداشتی اعطا می‌شود.